# 活跃分离主义运动列表
本表列出当前活跃的寻求民族自決、獨立建國或高度自治的分离主义运动。不含已经事实上独立的未受国际普遍承认国家。

### PRC

中國分離主義運動地圖

### MYS

东马来西亚地图

### IND

印度分離主義運動地圖

## 亚洲

### 中华人民共和国
- 西藏独立运动
- 东突厥斯坦独立运动
- 内蒙古独立运动
- 香港獨立運動
- 澳门独立运动
- 满洲独立运动
- 广东独立运动
- 上海独立运动

### 中華民國
- 台灣獨立運動
- 台湾原住民自治运动[1]

### 日本
- 琉球独立运动[2]
- 北海道独立运动
- 阿伊努民族运动

### 越南
- 下柬埔寨独立运动
- 蒙塔尼亚独立运动
- 占婆獨立運動

### 
- 昭法赫蒙自治运动

### 泰國
- 北大年分离主义运动

### 緬甸
- 若开独立运动
- 钦兰独立运动
- 克欽獨立運動
- 哥都礼独立运动（英语：Kawthoolei）
- 克伦尼独立运动
- 果敢分离主义运动
- 孟邦独立运动
- 拉赫曼兰独立运动
- 撣邦獨立運動
- 勃欧独立运动
- 德昂独立运动
- 扎林甘独立运动（英语：Zale'n-gam）
- 佐加姆独立运动
- 那加兰独立运动
- 佤邦自治運動

### 菲律賓
- 邦萨苏禄独立运动
- 棉兰老独立运动
- 科迪勒拉自治运动
- 马尼拉大都会自治运动

### 马来西亚
- 東馬來西亞獨立運動[3]
- 砂拉越独立运动[3]
- 沙巴独立运动[4]

### 印度尼西亞
- 亚齐独立运动
- 峇厘獨立運動
- 巴塔基亚独立运动
- 米纳哈萨独立运动
- 南马鲁古独立运动
- 塔纳托拉查独立运动
- 廖内分离主义运动

### 印度
- 阿薩姆分離主義運動
- 查谟和克什米尔独立运动
- 卡利斯坦独立运动
- 卡尔比隆里獨立運動
- 坎塔普尔独立运动
- 波多蘭獨立運動
- 曼尼普爾獨立運動
- 那加蘭獨立運動
- 特里普兰独立运动（英语：Tipraland）
- 梅加拉亚独立运动（英语：Insurgency in Meghalaya）
- 米佐拉姆独立运动
- 锡金独立运动
- 扎林甘独立运动（英语：Zale'n-gam）
- 桑塔帕尔加纳独立运动（英语：Santhal Pargana division）
- 底马撒兰独立运动（英语：Dimasa people）
- 蒂瓦独立运动（英语：Tiwa people (India)）
- 佐加姆独立运动（英语：Zogam）
- 南印度独立运动
- 拉布哈哈松自治运动（英语：Rabha Hasong Autonomous Council）
- 廓尔喀兰自治运动
- 拉达克自治运动
- 加罗丘陵自治运动
- 邦德尔坎德自治运动（英语：Bundelkhand）
- 维达尔巴自治运动（英语：Vidarbha）
- 果阿自治运动
- 查谟自治运动
- 博多兰自治运动

### 巴基斯坦
- 俾路支斯坦独立运动
- 信德独立运动
- 巴拉瓦里斯坦独立运动（英语：Balawaristan）
- 阿扎德克什米尔独立运动
- 普什图尼斯坦自治运动
- 卡拉奇自治运动

### 
- 孟加胡米独立运动（英语：Bangabhumi）
- 扎林甘独立运动（英语：Zale'n-gam）
- 佐加姆独立运动（英语：Zogam）
- 吉大港山区自治运动

### 斯里蘭卡
- 泰米尔伊拉姆独立运动

### 尼泊尔
- 马德西独立运动
- 特莱独立运动
- 基拉特独立运动（英语：Kirat Region）

### 阿富汗
- 南突厥斯坦独立运动（英语：Southern Turkestan Movement）

### 伊朗
- 胡齐斯坦独立运动
- 东库尔德斯坦独立运动
- 俾路支斯坦独立运动
- 南亞塞拜然獨立運動

### 伊拉克
- 南库尔德斯坦独立运动
- 亚述独立运动
- 土库曼尼利独立运动
- 辛贾尔自治运动（英语：Sinjar District）

### 
- 卡拉卡尔帕克斯坦独立运动

- 贾瓦赫蒂自治运动

- 列兹金斯坦独立运动
- 塔雷什獨立運動（英语：Talysh_National_Movement）

### 沙烏地阿拉伯
- 奈季兰独立运动
- 阿西尔独立运动
- 舍迈尔山独立运动
- 哈萨独立运动（英语：Qatif conflict）

### 葉門
- 南也门独立运动
- 哈德拉毛独立运动

### 叙利亚
- 亚述独立运动
- 罗贾瓦自治运动

### 土耳其
- 北库尔德斯坦独立运动
- 亚述独立运动
- 扎扎斯坦独立运动

### 俄羅斯
- 西伯利亚独立运动
- 楚科奇独立运动
- 科里亚克独立运动
- 远东独立运动
- 萨哈独立运动
- 萨哈林独立运动
- 阿尔泰独立运动
- 埃文基独立运动
- 别尔哥罗德独立运动
- 哈卡斯独立运动
- 绍尔独立运动
- 图瓦独立运动
- 亚马尔/东涅涅茨独立运动
- 布里亚特分离主义运动
- 泰梅尔自治运动
- 阿加布里亚特自治运动
- 乌斯季-奥尔登斯基布里亚特自治运动
- 汉特-曼西自治运动
- 阿伊努民族运动

## 欧洲

歐洲分离主义運動地圖

### 瑞典
- 斯堪尼亚独立运动（英语：Scania Party）

### 芬兰
- 奧蘭獨立運動

### 丹麦
- 法罗独立运动
- 博恩霍尔姆自治运动（英语：Bornholm's Self-Government Party）

### 立陶宛
- 萨莫吉希亚自治运动（英语：Samogitian Party）

### 俄羅斯
- 乌拉尔独立运动
- 阿的里-乌拉尔独立运动
- 馬里埃爾獨立運動
- 莫尔多瓦独立运动
- 韃靼斯坦獨立運動
- 乌德穆尔特独立运动
- 巴什科尔托斯坦独立运动
- 楚瓦什独立运动
- 涅涅茨独立运动
- 科米独立运动
- 英格里亚独立运动
- 卡累利阿独立运动
- 加里宁格勒独立运动
- 库班独立运动
- 顿河独立运动
- 卡尔梅克独立运动
- 车臣独立运动
- 阿巴金尼亚独立运动（英语：Abazinia）
- 切尔克西亚独立运动（英语：Circassian nationalism）
- 阿古利斯坦独立运动
- 阿瓦里亚独立运动
- 达尔金斯坦独立运动
- 别尔哥罗德独立运动
- 印古什独立运动
- 库梅基亚独立运动
- 拉基亚独立运动（英语：Lakia）
- 列兹金斯坦独立运动
- 诺盖独立运动
- 鲁图尔斯坦独立运动
- 塔巴萨兰独立运动（英语：Tabasaran Principality）
- 科米-彼尔米亚克自治运动
- 卡拉恰伊自治运动
- 巴尔卡里亚自治运动

### 乌克兰
- 克里米亚鞑靼人建国运动
- 喀尔巴阡鲁塞尼亚分离主义运动

### 摩尔多瓦
- 加告兹独立运动

### 羅馬尼亞
- 特兰西瓦尼亚独立运动
- 塞凯伊地独立运动
- 帕蒂乌姆自治运动（英语：Partium）

### 波蘭
- 西里西亚独立运动
- 波美拉尼亚独立运动
- 波德拉契亚独立运动（英语：Podlachia）
- 马祖里亚独立运动
- 但泽复国运动

### 捷克
- 摩拉维亚自治运动

### 斯洛伐克
- 南斯洛伐克自治运动（英语：Party of the Hungarian Community）

### 匈牙利
- 罗姆人自治运动（英语：Romani people in Hungary）

### 
- 伊斯特拉自治运动（英语：Istrianism）

- 斯普斯卡独立运动
- 克罗地亚人自治运动

### 塞爾維亞
- 伏伊伏丁那自治运动
- 桑扎克自治运动

### 科索沃
- 北科索沃自治运动（英语：Community of Serb Municipalities）

### 阿尔巴尼亚
- 拜克塔什教團主權國建國運動

### 德国
- 巴伐利亚独立运动
- 萨克森独立运动（英语：Freie Sachsen）
- 卢萨蒂亚独立运动
- 东弗里西亚自治运动
- 北弗里西亚自治运动
- 石勒苏益格-荷尔斯泰因自治运动
- 弗兰肯自治运动（英语：Party for Franconia）

### ESP

西班牙分離主義運動地图

### 荷蘭
- 西弗里西亚独立运动
- 格罗宁根运动
- 林堡自治運動
- 北布拉邦自治運動
- 澤蘭自治運動

### 比利时
- 弗拉芒独立运动
- 瓦隆独立运动
- 东比利时分离主义运动

### 英国
- 蘇格蘭獨立運動
- 北爱尔兰分离主义运动
- 威尔士独立运动
- 英格兰独立运动
- 康沃尔独立运动
- 诺森布里亚独立运动（英语：Northern Independence Party）
- 麦西亚独立运动
- 伦敦独立运动
- 马恩岛独立运动
- 直布罗陀独立运动
- 威塞克斯自治运动
- 约克郡自治运动
- 东北英格兰自治运动
- 设得兰自治运动
- 奥克尼自治运动
- 格温内斯自治运动
- 怀特岛自治运动
- 坎维岛自治运动（英语：Canvey Island Independent Party）
- 卡嫩谷自治运动（英语：The Cynon Valley Party）

### 法國
- 阿尔萨斯独立运动
- 巴斯克独立运动
- 布列塔尼獨立運動
- 科西嘉独立运动
- 弗拉芒独立运动
- 普罗旺斯独立运动（英语：National Liberation Front of Provence）
- 加泰罗尼亚独立运动
- 萨伏伊独立运动（英语：Savoy Region Movement）
- 利穆赞独立运动
- 黑脚建国运动
- 奥克西塔尼亚自治运动
- 滨海阿尔卑斯自治运动
- 诺曼底自治运动（英语：Mouvement Normand）
- 弗朗什-孔泰自治运动
- 舍夫勒斯谷自治运动（英语：Vallée de Chevreuse）

### 西班牙
- 安达卢西亚独立运动
- 阿拉贡独立运动
- 阿斯图里亚斯独立运动
- 巴利阿里群岛独立运动
- 巴斯克独立运动
- 卡斯蒂利亚独立运动
- 加泰隆尼亞獨立運動
- 加利西亚独立运动
- 巴伦西亚独立运动
- 阿兰山谷分离主义运动
- 莱昂自治运动

### 葡萄牙
- 亚速尔独立运动（英语：Azores Liberation Front）

### 瑞士
- 汝拉自治运动（英语：Jurassic separatism）

### 義大利
- 弗留利独立运动（英语：Friulian Front）
- 的里雅斯特独立运动
- 伦巴第独立运动（英语：Lombard nationalism）
- 帕达尼亚独立运动
- 撒丁独立运动
- 西西里独立运动
- 南蒂罗尔独立运动
- 威尼斯獨立運動
- 南意大利独立运动
- 萨伏伊独立运动（英语：Savoy Region Movement）
- 托斯卡纳独立运动
- 瓦莱达奥斯塔自治运动
- 罗马涅自治运动

### 馬爾他
- 戈佐自治运动

### 希腊
- 查梅里亚独立运动

## 非洲

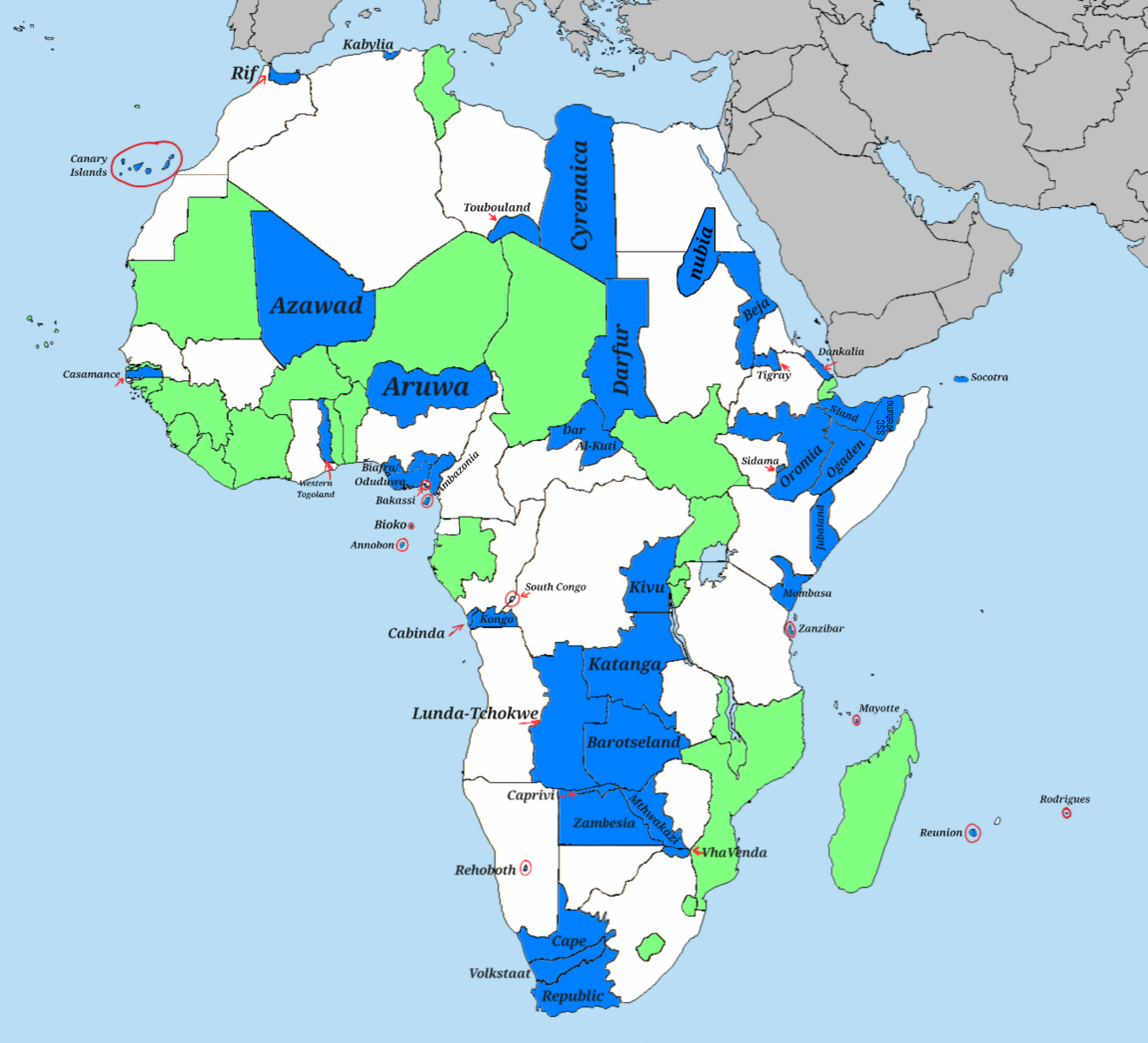
非洲分离主义運動地圖

### 埃及
- 阿巴达独立运动
- 努比亚独立运动

### 利比亞
- 图布兰独立运动
- 昔兰尼加自治运动

### 阿尔及利亚
- 柏柏里亚独立运动
- 舍努瓦独立运动（英语：Chenouas）
- 卡比利亚独立运动
- 莫扎比特独立运动（英语：Mozabite people）
- 沙维亚独立运动（英语：Chaoui people）

### 摩洛哥
- 里夫独立运动

### 塞内加尔
- 卡萨芒斯独立运动

### 
- 阿扎瓦德獨立運動

### 尼日尔
- 阿加德兹独立运动

### 
- 阿散蒂兰独立运动
- 西多哥兰独立运动

### 奈及利亞
- 比亚法拉独立运动
- 尼日尔河三角洲独立运动
- 奥杜杜瓦独立运动
- 阿雷瓦独立运动（英语：Arewa）
- 奥戈尼兰自治运动（英语：Movement for the Survival of the Ogoni People）

### 中非
- 达尔库蒂独立运动

### 喀麦隆
- 安巴佐尼亞獨立運動
- 巴卡西独立运动（英语：Bakassi Movement for Self-Determination）

### 苏丹
- 達爾富爾獨立運動
- 南科爾多凡獨立運動
- 贝扎自治运动

### 衣索比亞
- 阿法尔独立运动（英语：Afar Liberation Front）
- 阿姆哈拉独立运动（英语：National Movement of Amhara）
- 甘贝拉独立运动
- 欧加登独立运动
- 奥罗米亚独立运动
- 锡达马独立运动
- 提格雷獨立運動

### 
- 丹卡利亚分离主义运动

- 朱巴兰独立运动

- 蒙巴萨独立运动
- 裂谷独立运动（英语：Azimio_la_Umoja）
- 索马里人分离主义运动

### 乌干达
- 布干达独立运动
- 鲁恩祖鲁鲁独立运动
- 阿乔利人建国运动

### 卢旺达
- 巴特瓦兰独立运动

### 坦桑尼亚
- 桑给巴尔独立运动
- 奔巴自治运动

### 赤道几内亚
- 比奥科独立运动（英语：Movement for the Self-Determination of Bioko Island）
- 安诺本独立运动

### 刚果共和国
- 南刚果独立运动

### 刚果民主共和国
- 下刚果独立运动
- 加丹加独立运动
- 基伍独立运动（英语：Kivu）

### 尚比亞
- 巴罗策兰独立运动（英语：Barotseland）

### 
- 昂儒昂独立运动
- 莫埃利独立运动

### 模里西斯
- 罗德里格独立运动

### 安哥拉
- 隆达—绍奎独立运动（英语：Chokwe people）
- 卡宾达独立运动

### 辛巴威
- 马塔贝莱兰独立运动

### 纳米比亚
- 卡普里维地带独立运动（英语：Caprivi Liberation Army）
- 里霍博斯地区自治运动（英语：Rehoboth area）

### 
- 赞比西亚独立运动（英语：Zambesia）

### 南非
- 沃尔克斯塔特独立运动（英语：Volkstaat）[5]
- 开普独立运动
- 夸祖鲁-纳塔尔独立运动[6]
- 科薩獨立運動[7]
- 祖鲁自治运动

### 葡萄牙
- 马德拉自治运动

### 西班牙
- 加那利群岛独立运动（英语：Canarian nationalism）
- 休达自治运动

### 法國
- 留尼汪独立运动
- 马约特自治运动

### 英国
- 查戈斯群岛分离主义运动

## 大洋洲

### 
- 西澳大利亚独立运动
- 塔斯马尼亚独立运动
- 维多利亚独立运动
- 托雷斯海峡群岛独立运动
- 澳大利亚土著建国运动
- 諾福克島獨立運動
- 北领地建州运动

### 新西兰
- 南岛独立运动
- 毛利人建国运动
- 庫克群島獨立運動

### 
- 布干維爾獨立運動
- 新爱尔兰自治运动

### 所罗门群岛
- 馬萊塔獨立運動

### 
- 聖靈島独立运动

### 密克羅尼西亞聯邦
- 丘克独立运动

### 印度尼西亞
- 西巴布亚分离主义运动

### 智利
- 拉帕努伊独立运动

### 美国
- 夏威夷主权运动
- 关岛独立运动

### 法國
- 法屬玻里尼西亞獨立運動
- 新喀里多尼亞獨立運動

## 北美洲

北美洲（不含中美洲）分離主義運動地圖

### 加拿大
- 魁北克主权运动
- 不列颠哥伦比亚独立运动（英语：Progressive Nationalist Party of British Columbia）
- 阿尔伯塔独立运动（英语：Alberta separatism）
- 薩斯喀徹溫独立运动（英语：Western Independence Party of Saskatchewan）
- 纽芬兰与拉布拉多独立运动
- 阿卡迪亚独立运动（英语：Parti acadien）
- 西加拿大独立运动（英语：Western alienation）
- 卡斯卡迪亚独立运动
- 海达独立运动（英语：Council of the Haida Nation）
- 温哥华岛独立运动（英语：Vancouver Island Party）
- 北渥太华独立运动（英语：Northern Ontario Party）

### USA

北美洲分離主義運動地圖

### 美国
- 得克萨斯独立运动
- 加利福尼亞獨立運動
- 佛蒙特独立运动（英语：Second Vermont Republic）
- 新罕布什尔州独立运动（英语：Free State Project）
- 阿拉斯加独立运动
- 卡斯卡迪亞獨立運動
- 美国西北部独立运动（英语：Northwest Territorial Imperative）
- 拉科塔獨立運動
- 德撒律独立运动
- 新英格兰独立运动
- 獨立運動
- 美利坚联盟国复国运动（英语：Neo-Confederate）
- 非裔美国人建国运动（英语：Republic of New Afrika）
- 美国原住民建国运动（英语：Native American self-determination）
- 阿兹特兰自治运动
- 美属维尔京群岛自治运动（英语：Independent Citizens Movement）

### 墨西哥
- 干旱美洲分离主义运动
- 恰帕斯独立运动
- 尤卡坦独立运动
- 瓦哈卡自治运动（英语：Movement for Triqui Autonomy）

### 尼加拉瓜
- 莫斯基托独立运动

### 海地
- 戈纳夫岛独立运动

### 圣基茨和尼维斯
- 尼维斯独立运动

### 安地卡及巴布達
- 巴布達獨立運動（英语：Barbuda People's Movement）

### 千里達及托巴哥
- 多巴哥独立运动

### 哥伦比亚
- 圣安德烈斯-普罗维登西亚独立运动

### 丹麦
- 格陵兰独立运动

### 英国
- 百慕大独立运动

### 法國
- 瓜德罗普独立运动
- 馬提尼克獨立運動
- 圣巴泰勒米独立运动
- 聖馬丁統一運動

### 荷蘭
- 萨巴独立运动
- 圣尤斯特歇斯独立运动
- 聖馬丁統一運動
- 阿鲁巴独立运动
- 博奈尔独立运动
- 库拉索独立运动

## 南美洲

### 哥伦比亚
- 安蒂奥基亚独立运动

### 委內瑞拉
- 蘇利亞自治運動

### 巴西
- 东北独立运动（英语：Nordeste Independente）
- 亚马孙独立运动
- 伯南布哥独立运动
- 圣保罗獨立運動
- 南方獨立運動
- 圣埃斯皮里图独立运动

### 秘魯
- 科利亚苏尤独立运动
- 南秘鲁独立运动（西班牙语：Estado Sud-Peruano）
- 洛雷托自治运动

### 玻利维亚
- 圣克鲁斯独立运动（西班牙语：Movimiento Nación Camba de Liberación）
- 科利亚苏尤独立运动

### 智利
- 巴塔哥尼亚独立运动
- 沃尔马普独立运动（西班牙语：Wallmapu）
- 奇洛埃自治运动
- 阿里卡和帕里纳科塔自治运动

### 阿根廷
- 巴塔哥尼亚独立运动
- 沃尔马普独立运动（西班牙语：Wallmapu）
- 门多萨自治运动

### 法國
- 法属圭亚那独立运动

## 外部連結
- （英文） Unrepresented Nations and Peoples Organization （页面存档备份，存于）
- （英文） eLandnet - indigenous peoples and national minorities worldwide
- （英文） Open Directory - Territorial Disputes （页面存档备份，存于）
- （英文） List of leftist secessionist movements